# Giải thưởng Trò chơi điện tử Viện Hàn lâm Anh Quốc
Giải thưởng Trò chơi điện tử BAFTA hay Giải thưởng Trò chơi điện tử Viện Hàn lâm Anh Quốc, là một lễ trao giải thường niên của Anh nhằm tôn vinh "thành tựu sáng tạo xuất sắc" trong ngành công nghiệp trò chơi điện tử. Giải thưởng này lần đầu tiên được trao vào năm 2004, sau khi giải thưởng BAFTA Interactive Entertainment Awards tái cơ cấu. Lễ trao giải do Viện Hàn lâm Nghệ thuật Điện ảnh và Truyền hình Anh Quốc (BAFTA) tổ chức.
Kể từ lễ trao giải thưởng Trò chơi điện tử BAFTA đầu tiên vào tháng 2 năm 2004, đã có tổng cộng 20 kỳ lễ trao giải được tổ chức. Lần gần nhất, Giải thưởng Trò chơi điện tử BAFTA lần thứ 20, đã diễn ra tại Queen Elizabeth Hall vào ngày 11 tháng 4 năm 2024.

## Hạng mục giải thưởng
- Hoạt họa (2004–2005, hồi sinh vào năm 2020[2])
- Thành tựu Nghệ thuật
- Thành tựu Âm thanh
- Trò chơi xuất sắc nhất
- Trò chơi của Anh Quốc hay nhất năm (giới thiệu vào năm 2013)
- Trò chơi đầu tay hay nhất (giới thiệu vào năm 2013)
- EE Game of the Year (giới thiệu vào năm 2018, trước đây là EE Mobile Game, giải thưởng do khán giả bình chọn)
- Trò chơi có sự phát triển tốt nhất (giới thiệu vào năm 2015)
- Trò chơi dành cho gia đình (trước đây là "Trò chơi dành cho trẻ em")
- BAFTA Fellowship (giải thưởng không được trao thường xuyên)
- Trò chơi vượt qua giá trị giải trí (giới thiệu vào năm 2017)
- Thiết kế trò chơi tốt nhất (giới thiệu vào năm 2012)
- Thương hiệu mới ấn tượng nhất (trước đây là "Tính độc đáo" và "Ý tưởng nguyên bản")
- Trò chơi nhiều người chơi hay nhất
- Trò chơi có âm nhạc hay nhất
- Trò chơi có lối kể chuyện hay nhất (trước đây là "Trò chơi có kịch bản/cốt truyện hay nhất")
- Vai chính xuất sắc nhất
- Vai phụ xuất sắc nhất
- Giải thưởng đặc biệt (giải thưởng không được trao thường xuyên)
- Thành tựu kỹ thuật (được đổi tên từ "Cải tiến trong trò chơi tốt nhất" vào năm 2020[2])
- Nhà thiết kế trò chơi trẻ (5 người/năm)

#### Ngừng trao giải
- Trò chơi hành động hay nhất
- Trò chơi thám hiểm hay nhất
- Hoạt họa hoặc đoạn giới thiệu hay nhất
- Đạo diễn nghệ thuật
- Nhân vật xuất sắc nhất
- Trò chơi Casual and Social hay nhất
- Trò chơi trên Game Boy Advance hay nhất
- Cải tiến trong trò chơi tốt nhất (được đổi tên thành "Thành tựu kỹ thuật" vào năm 2020)
- Trò chơi trên GameCube hay nhất
- Lối chơi hay nhất
- Trò chơi trên thiết bị cầm tay hay nhất
- Trò chơi trên di động hay nhất (ngừng trao giải vào năm 2020[2])
- Giải thưởng Triển vọng
- Trò chơi trực tuyến hay nhất
- Trò chơi trên máy tính hay nhất
- Màn trình diễn xuất sắc nhắt (được tách riêng thành hai hạng mục vào năm 2020[2])
- Trò chơi PS2 hay nhất
- Trò chơi giải đố hay nhất
- Trò chơi đua xe hay nhất
- Trò chơi giả lập hay nhất
- Âm thanh hay nhất
- Trò chơi thể thao hay nhất
- Trò chơi chiến thuật hay nhất
- Giải thưởng của độc giả Sunday Times
- Trò chơi Xbox hay nhất

## Lễ trao giải và trò chơi giành giải thưởng
Lễ trao giải BAFTA thường được tổ chức vào tháng Ba hoặc tháng Tư hàng năm. Vào một vài năm nhất định, BAFTA cũng trao thêm các giải thưởng bổ sung ngay trước thềm sự kiện Electronic Entertainment Expo (E3), diễn ra vào tháng Năm hoặc tháng Sáu.

### 2019
Mặc dù buổi lễ trao giải ban đầu được dự kiến tổ chức tại Queen Elizabeth Hall ở Luân Đôn, Anh nhưng do lo ngại về sự ảnh hưởng của đại dịch COVID-19, buổi lễ đã diễn ra theo hình thức phát sóng trực tiếp vào ngày 2 tháng 4 năm 2020.
- Hoạt họa – Luigi's Mansion 3
- Thành tựu Nghệ thuật – Sayonara Wild Hearts
- Thành tựu Âm thanh – Ape Out
- Trò chơi xuất sắc nhất – Outer Wilds
- Trò chơi của Anh Quốc hay nhất năm – Observation
- Trò chơi đầu tay hay nhất – Disco Elysium
- EE Mobile Game – Call of Duty: Mobile
- Trò chơi có sự phát triển tốt nhất – Path of Exile
- Trò chơi dành cho gia đình – Untitled Goose Game
- Trò chơi vượt qua giá trị giải trí – Kind Words (lo fi chill beats to write to)
- Thiết kế trò chơi tốt nhất – Outer Wilds
- Trò chơi nhiều người chơi hay nhất – Apex Legends
- Trò chơi có âm nhạc hay nhất – Disco Elysium
- Trò chơi có lối kể chuyện hay nhất – Disco Elysium
- Thương hiệu mới ấn tượng nhất – Disco Elysium
- Vai chính xuất sắc nhất – Gonzalo Martin vai Sean Diaz trong Life Is Strange 2
- Vai phụ xuất sắc nhất – Martti Suosalo vai Ahti the Janitor trong Control
- Thành tựu kỹ thuật – Death Stranding
- BAFTA Fellowship – Kojima Hideo

### 2020
Sự kiện được tổ chức dưới hình thức phát sóng trực tiếp vào ngày 25 tháng 3 năm 2021. Các đề cử được công bố vào ngày 3 tháng 3 năm 2021.
- Hoạt họa – The Last of Us Part II
- Thành tựu Nghệ thuật – Hades
- Thành tựu Âm thanh – Ghost of Tsushima
- Trò chơi xuất sắc nhất – Hades
- Trò chơi của Anh Quốc hay nhất năm – Sackboy: A Big Adventure
- Trò chơi đầu tay hay nhất – Carrion
- EE Game of the Year – The Last of Us Part II
- Trò chơi có sự phát triển tốt nhất – Sea of Thieves
- Trò chơi dành cho gia đình – Sackboy: A Big Adventure
- Trò chơi vượt qua giá trị giải trí – Animal Crossing: New Horizons
- Thiết kế trò chơi tốt nhất – Hades
- Trò chơi nhiều người chơi hay nhất – Animal Crossing: New Horizons
- Trò chơi có âm nhạc hay nhất – Spider-Man: Miles Morales
- Trò chơi có lối kể chuyện hay nhất – Hades
- Thương hiệu mới ấn tượng nhất – Kentucky Route Zero: TV Edition
- Vai chính xuất sắc nhất – Laura Bailey vai Abby trong The Last of Us Part II
- Vai phụ xuất sắc nhất – Logan Cunningham đối với nhiều vai trò trong Hades
- Thành tựu kỹ thuật – Dreams
- BAFTA Fellowship – Siobhan Reddy

### 2021
Buổi lễ trao giải diễn ra tại Queen Elizabeth Hall vào ngày 7 tháng 4 năm 2022 và được dẫn dắt bởi người dẫn chương trình truyền hình Elle Osili-Wood, đây là lần thứ hai cô đảm nhiệm vai trò này. Các đề cử được công bố vào ngày 3 tháng 3 năm 2022.
- Hoạt họa – Ratchet & Clank: Rift Apart
- Thành tựu Nghệ thuật – The Artful Escape
- Thành tựu Âm thanh – Returnal
- Trò chơi xuất sắc nhất – Returnal
- Trò chơi của Anh Quốc hay nhất năm – Forza Horizon 5
- Trò chơi đầu tay hay nhất – TOEM
- EE Game of the Year – Unpacking
- Trò chơi có sự phát triển tốt nhất – No Man's Sky
- Trò chơi dành cho gia đình – Chicory: A Colorful Tale
- Trò chơi vượt qua giá trị giải trí – Before Your Eyes
- Thiết kế trò chơi tốt nhất – Inscryption
- Trò chơi nhiều người chơi hay nhất – It Takes Two
- Trò chơi có âm nhạc hay nhất – Returnal
- Trò chơi có lối kể chuyện hay nhất – Unpacking
- Thương hiệu mới ấn tượng nhất – It Takes Two
- Vai chính xuất sắc nhất – Jane Perry vai Selene Vassos trong Returnal
- Vai phụ xuất sắc nhất – Kimberly Brooks vai Hollis Forsythe trong Psychonauts 2
- Thành tựu kỹ thuật – Ratchet & Clank: Rift Apart

### 2022
Buổi lễ trao giải diễn ra tại Queen Elizabeth Hall vào ngày 30 tháng 3 năm 2023 và được dẫn bởi người dẫn chương trình esports Frankie Ward. Các đề cử được công bố vào ngày 2 tháng 3 năm 2023.
- Hoạt họa – God of War Ragnarök
- Thành tựu Nghệ thuật – Tunic
- Thành tựu Âm thanh – God of War Ragnarök
- Trò chơi xuất sắc nhất – Vampire Survivors
- Trò chơi của Anh Quốc hay nhất năm – Rollerdrome
- Trò chơi đầu tay hay nhất – Tunic
- EE Game of the Year – God of War Ragnarök
- Trò chơi có sự phát triển tốt nhất – Final Fantasy XIV Online
- Trò chơi dành cho gia đình – Kirby and the Forgotten Land
- Trò chơi có sự phát triển tốt nhất – Endling: Extinction is Forever
- Thiết kế trò chơi tốt nhất – Vampire Survivors
- Trò chơi nhiều người chơi hay nhất – Elden Ring
- Trò chơi có âm nhạc hay nhất – God of War Ragnarök
- Trò chơi có lối kể chuyện hay nhất – Immortality
- Thương hiệu mới ấn tượng nhất – Elden Ring
- Vai chính xuất sắc nhất – Christopher Judge vai Kratos trong God of War Ragnarök
- Vai phụ xuất sắc nhất – Laya Deleon Hayes vai Angrboða trong God of War Ragnarök
- Thành tựu kỹ thuật – Horizon Forbidden West

### 2023
Buổi lễ trao giải diễn ra tại Queen Elizabeth Hall vào ngày 11 tháng 4 năm 2024. Lần đầu tiên, BAFTA công bố danh sách sơ bộ chính thức vào ngày 14 tháng 12 năm 2023, với các đề cử cuối cùng được công bố vào ngày 7 tháng 3 năm 2024.
- Hoạt họa – Hi-Fi Rush
- Thành tựu Nghệ thuật – Alan Wake 2
- Thành tựu Âm thanh – Alan Wake 2
- Trò chơi xuất sắc nhất – Baldur's Gate 3
- Trò chơi của Anh Quốc hay nhất năm – Viewfinder
- Trò chơi đầu tay hay nhất – Venba
- EE Game of the Year – Baldur's Gate 3
- Trò chơi có sự phát triển tốt nhất – Cyberpunk 2077
- Trò chơi dành cho gia đình – Super Mario Bros. Wonder
- Trò chơi vượt qua giá trị giải trí – Tchia
- Thiết kế trò chơi tốt nhất – Dave the Diver
- Trò chơi nhiều người chơi hay nhất – Super Mario Bros. Wonder
- Trò chơi có âm nhạc hay nhất – Baldur's Gate 3
- Trò chơi có lối kể chuyện hay nhất – Baldur's Gate 3
- Thương hiệu mới ấn tượng nhất – Viewfinder
- Vai chính xuất sắc nhất – Nadji Jeter vai Miles Morales trong Marvel's Spider-Man 2
- Vai phụ xuất sắc nhất – Andrew Wincott vai Raphael trong Baldur's Gate 3
- Thành tựu kỹ thuật – The Legend of Zelda: Tears of the Kingdom